# Neomarica silvestris
Neomarica silvestris là một loài thực vật có hoa trong họ Diên vĩ. Loài này được (Vell.) Chukr mô tả khoa học đầu tiên năm 2001.